# هيرفي غوي
هيرفي غوي (بالفرنسية: Hervé Guy)‏، لاعب كرة قدم إفواري، .

## المسيرة المهنية
وصل سنة 2001 إلى نادي باستيا، ثم شارك في 5 مباريات رسمية مع الفريق، كانت الأولى في دوري الدرجة الأولى الفرنسي موسم 2002 - 2003، ثم 4 مباريات رسمية أخرى في دوري الدرجة الثانية الفرنسي وذلك موسم 2005 - 2006. حيث كان يلعب بديلا لكل من شوقي بن سعادة، يوسف حجي، وفريدريك ني. كما كان لاعبا رسميا في الفريق الثاني وذلك في كل من الدرجتين الرابعة والخامسة في الدوري الفرنسي (ابتداء من سنة 2005)، وذلك في مركز المهاجم، كما كان يلعب أحيانا في مركز لاعب وسط.
شارك اللاعب هيرفي غوي مع منتخب ساحل العاج تحت 20 سنة في بطولة أفريقيا لكرة القدم للشباب سنة 2003، حيث لعب مباراة واحدة كانت أمام منتخب الكاميرون. كما شارك في بطولة العالم للشباب لكرة القدم 2003 في الإمارات العربية المتحدة.
سنة 2007، أصبح هيرفي لاعبا حرا، ثم حاول في العديد من المناسبات الانضمام لفريق من الدوري الفرنسي لكنه فشل في ذلك، ليقرر بعدها العودة إلى موطنه الأصلي. انضم سنة 2008 إلى الفريق الإيفواري نادي آدجامي، حيث احتل الفريق المركز السادس في ذلك الموسم، ليتأهل بعد ذلك لبطولة اليوفا. في الموسم الموالي، احتل الفريق المركز الخامس، ليتأهل بعد ذلك لبطولة اليوما، لكن هيرفي تعرض للإصابة أمام شاركس.
في سنة 2012، فاز هيرفي بكأس ساحل العاج، حيث ربح فريقه النهائي أمام سيوي سبورت دي سان بيدرو.

## الجوائز
- فائز ب كأس ساحل العاج سنة 2012 ضد سيوي سبورت دي سان بيدرو

## روابط خارجية
- هيرفي غوي على موقع قاعدة بيانات كرة القدم.إي يو (الإنجليزية)
- هيرفي غوي على موقع Soccerway.com (الإنجليزية)